# Helmut Horten
Helmut Horten (* 8. Januar 1909 in Bonn; † 30. November 1987 in Croglio, Schweiz) war ein deutscher Unternehmer und Gründer der Horten AG.

## Leben
Horten wurde 1909 als Sohn von Josef Emil August Horten, Jurist und Senatspräsident am Oberlandesgericht Köln, geboren. Sein Patenonkel war der Dominikaner Titus Maria Horten. Alphons Horten war ein Vetter.
Die erste Ehefrau Elisabeth, geb. Strick, beging im Hochzeitsjahr 1941 Suizid. 1956–1957 ließ Horten vom Architekten Walter Brune eine Bungalow-Villa in Düsseldorf-Lohausen bauen. Um 1964 lernte Horten die 32 Jahre jüngere Sekretärin Heidi Jelinek in einer Hotelbar in Velden am Wörther See kennen. Sie wurde 1966 seine zweite Ehefrau. Zur Hochzeit schenkte er ihr den Blauen Wittelsbacher. Ende 1968 übersiedelte das Ehepaar Horten nach Croglio im Kanton Tessin. Als Horten 1987 im Alter von 78 Jahren starb, wurde seine Frau Alleinerbin.

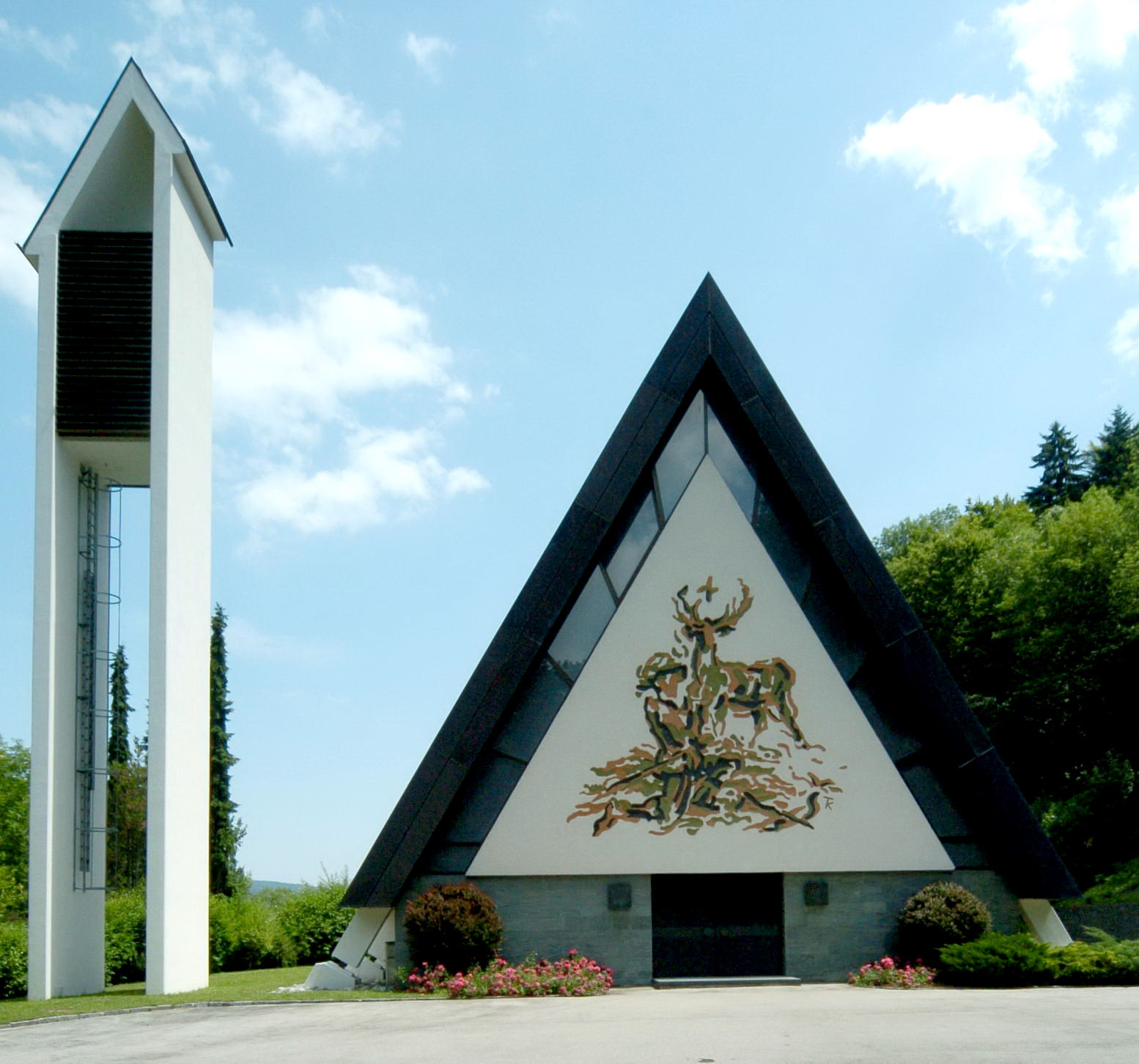
Sekirn, Filialkirche St. Hubertus

In den Jahren 1976/77 ließ Horten in Sekirn die römisch-katholische Filialkirche St. Hubertus als Mausoleum errichten, in dem er nach seinem Tod auch bestattet wurde.

## Karriere und Kritik

Werbeanzeige des Kaufhaus Horten, 10. Mai 1936; „Deutsches Geschäft“

Nach dem Abitur 1926 in Köln ging Horten im Düsseldorfer Kaufhaus Leonhard Tietz in die Lehre und wechselte dann zum Textilkaufhaus Gebr. Alsberg im benachbarten Duisburg.
Im Zuge der Verdrängung der deutschen Juden aus dem Wirtschaftsleben nach der Machtergreifung der Nationalsozialisten 1933 wurden auch die Eigentümer des Kaufhauses Gebr. Alsberg, Strauß und Lauter, zum Verkauf gezwungen. Sie emigrierten später in die USA. Horten erwarb das Kaufhaus im Mai 1936 zu einem Preis weit unter dem Marktwert, entließ die jüdischen Angestellten und firmierte es in „Kaufhaus Horten“ um. In der NS-Parteizeitung feierte er die Übernahme als Übergang in „arischen Besitz“. Die Finanzierung sicherte der Bankier Wilhelm Reinold von der Hamburger Commerz- und Disconto-Bank, ein Freund der Familie Horten, der die Bank zum stillen Teilhaber des neu gegründeten Unternehmens Horten & Co. machte.
Schon im September 1936 erwarb Horten den nächsten jüdischen Betrieb, das Wattenscheider Kaufhaus Hess. Bis 1939 folgten sechs weitere Häuser. Auch dass sein Patenonkel Titus Maria Horten nach einem NS-Schauprozess 1936 in der Haft starb, trübte Hortens gute Beziehungen zum NS-Regime nicht. Mai 1937 trat er in die NSDAP ein. Es gelang ihm, die Verteilung der kriegsbedingt kontingentierten Textilien für die Kauf- und Warenhäuser im gesamten Niederrheinbereich an sich zu ziehen. Im November 1941 zwang er den niederländischen Kaufhausbesitzer Julius Gerzon durch Erpressung und Androhungen zum Verkauf seiner Modehauskette inkl. Warenlager, die schon im Februar 1941 „arisiert“ worden war. Die Übernahme scheiterte daran, dass die bei der General Store and Investment Corporation in Panama liegenden Stammaktien wegen der Blockade der USA nicht nach Europa überführt werden konnten.
Nach Ende des Zweiten Weltkriegs inhaftierten die Briten Horten im August 1946 und internierten ihn bis Anfang 1948 in Recklinghausen. Nach einem 17-tägigen Hungerstreik kam Horten frei. In der Internierung hatte er Rudolf Tesmann, den ehemaligen Adjutanten des Gauleiters Ernst Wilhelm Bohle, kennengelernt, der später erst in die Werbeabteilung von Horten & Co., dann in den „Werbering Duisburger Innenstadt“ aufrückte.
1948 kehrte Horten nach Duisburg zurück. Da er schon ab 1944 Waren in einem stillgelegten Schacht der August-Thyssen-Hütte in Hamborn gelagert hatte und nach dem Krieg nicht enteignet wurde, konnte Horten nach der Währungsreform sein Unternehmen rasch konsolidieren und während des Wirtschaftswunders der 50er Jahre stark expandieren. In der Duisburger Innenstadt baute er 1958 ein sechsstöckiges Kaufhausgebäude, das heute Galeria Kaufhof beherbergt und dessen Außenwände und Fassade denkmalgeschützt sind. 1953 kaufte er für 10 Mio. DM die Merkur AG, die bis 1938 und ab 1949 Salman Schocken gehört hatte.  Die bankenfinanzierte Übernahme erforderte die Umfirmierung von „Horten & Co.“ zu „Merkur Horten & Co. KG“ mit Sitz in Nürnberg. Alleiniger persönlich haftender Gesellschafter blieb Helmut Horten.
1954 erwarb Horten von dem nach New York emigrierten Unternehmer Jakob Michael, dem die New Jersey Industries als ausländische Holding der DeFaKa gehörte, die vorher Friedrich Flick angebotenen Anteile an der Emil Köster AG, die dann in die Emil Köster KG a. A. umgewandelt wurde und in deren Aufsichtsrat u. a. Duisburgs Landgerichtsdirektor Hans Gatermann und der Duisburger Rechtsanwalt Wilhelm Großhans aufrückten.
Zu Beginn des Jahres 1970 wandelte Horten sein Unternehmen in eine Aktiengesellschaft um, um deren Mehrheit veräußern zu können. Bis 1972 hatte er sich ganz aus dem Warenhauskonzern zurückgezogen. Der Verkauf selbst war lange Zeit umstritten, weil die Aktien kurze Zeit nach der Emission beträchtlich unter den Emissionspreis fielen. Für den Verkauf erhielt Horten 1,2 Mrd. DM, die aufgrund einer Gesetzeslücke steuerfrei waren. Diese Steuervermeidung war ein Anlass für die spätere Reform der Außensteuer in Deutschland.

## Gesellschaftliches Engagement
Für Mülheim an der Ruhr, wo er am Uhlenhorstweg eine repräsentative Villa errichten ließ, und vor allem für Duisburg, wo sich das Zentrum seiner unternehmerischen Aktivitäten befand, wurde Horten nach dem Krieg ein wichtiger Förderer. Er wurde Mitglied des Duisburger Clubs Raffelberg, dem er u. a. einen Centre Court für große Tennisturniere bauen ließ, förderte den Fußball, den Duisburger Karneval, stiftete dem Duisburger Zoo u. a. einen Elefanten und war auch an der Einrichtung des berühmten Delphinariums 1965 beteiligt. Lediglich der Wunsch, in Duisburg ein Kabarett nach Berliner Vorbild zu gründen, konnte nie erfüllt werden. 1983 spendete er 6 Millionen DM an die FDP, die er bereits 1956 mit einer Millionenspende vor Finanzproblemen gerettet hatte.
1971 gründete Horten die Stiftung Villalta in Croglio, um die medizinische Forschung zu fördern; sie wurde nach seinem Tod in Helmut Horten Stiftung umbenannt. Das Stiftungskapital betrug 2004 über 60 Millionen Schweizer Franken.